# Estação Ferroviária de Outeiro

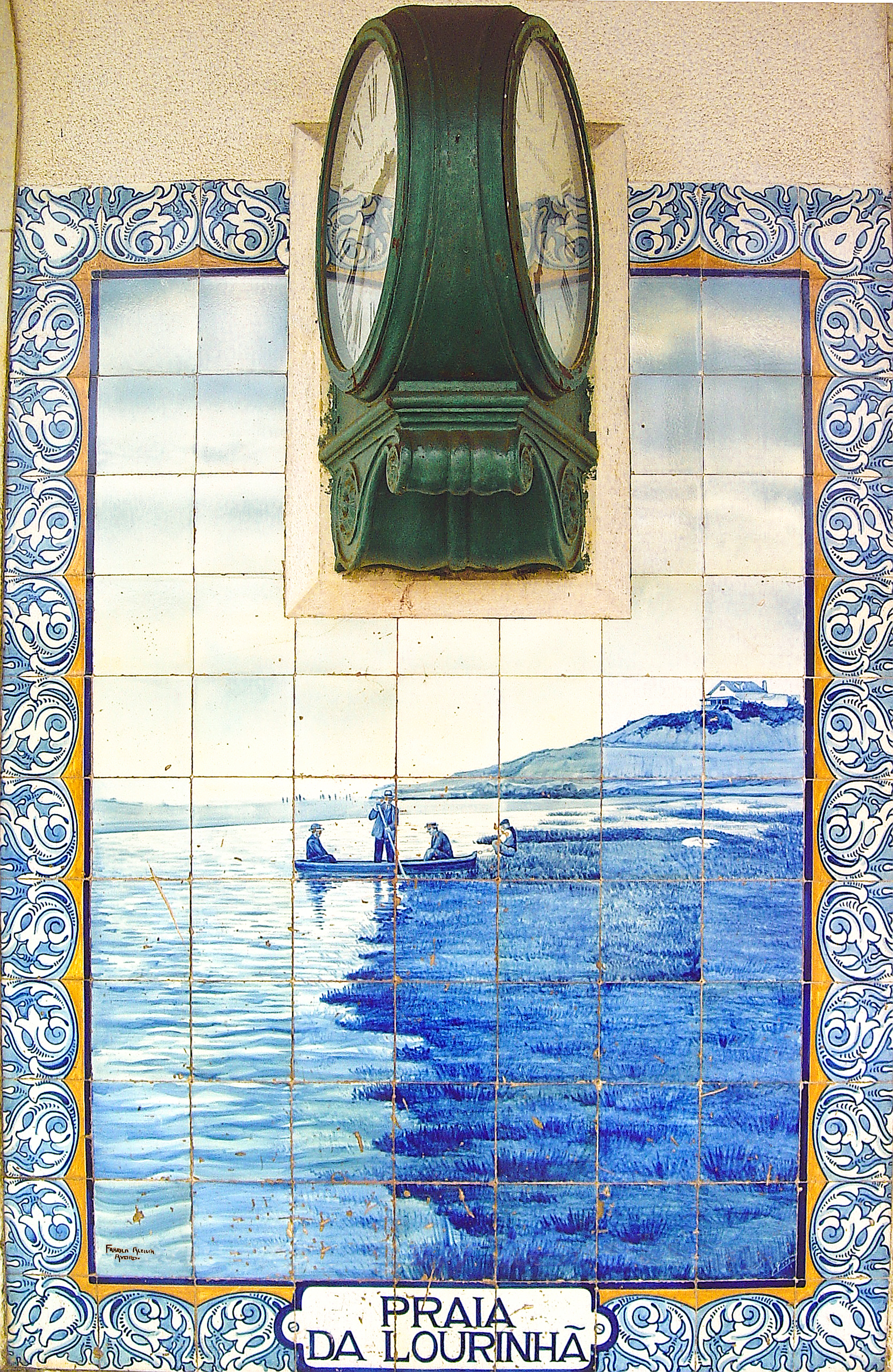
A estação está decorada com quatro painéis de azulejos alusivos a atrações do vizinho concelho da Lourinhã.

A estação ferroviária de Outeiro é uma interface da Linha do Oeste, que serve a localidade de Outeiro da Cabeça, no concelho de Torres Vedras, em Portugal.

## Descrição

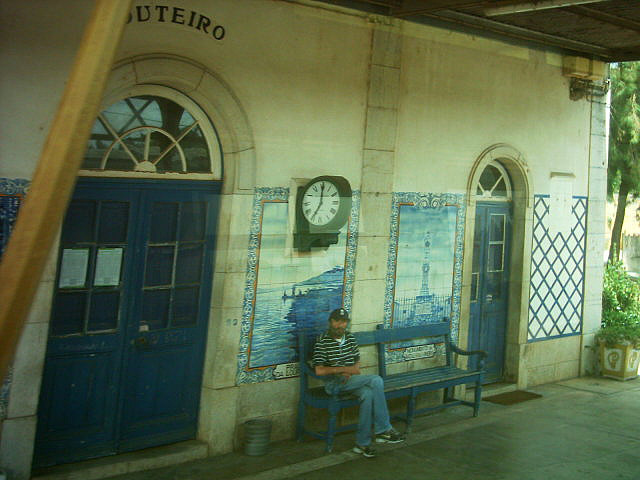
Gare da estação do Outeiro, em 2008.

### Localização e acessos
Situa-se junto à Rua da Estação, no limite poente da localidade nominal, bem perto do seu centro (Junta).

### Infraestrutura
Esta interface apresenta duas vias de circulação, numeradas I e II, eletrificadas em toda a sua extensão e com comprimentos de 208 e 267 m, respetivamente, e cada uma acessível por plataforma de 150 m de comprimento e 76 cm de altura; existem ainda duas via secundárias, numeradas III e IV, com comprimentos de 70 e 80 m e eletrificadas nos 30 m iniciais. O edifício de passageiros situa-se do lado noroeste da via (lado esquerdo do sentido ascendente, para Figueira da Foz).

## História

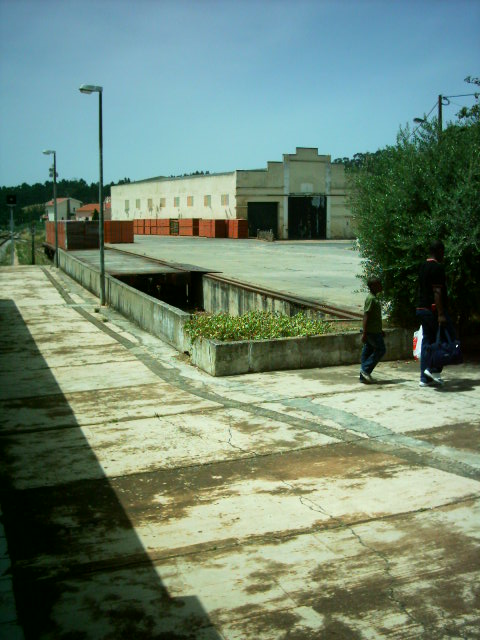
Via de resguardo, com plataforma de carga/descarga

Esta interface insere-se no lanço da Linha do Oeste entre Torres Vedras e Leiria da Linha do Oeste, que entrou ao serviço em 1 de Agosto de 1887, pela Companhia Real dos Caminhos de Ferro Portugueses.

### Século XXI
Em Janeiro de 2011, possuía duas vias de circulação, ambas com 332 m de comprimento; as plataformas tinham 121 e 108 m de extensão, e 35 e 30 cm de altura — valores mais tarde alterados para os atuais.

Nos finais da década de 2010 foi finalmente aprovada a modernização e eletrificação da Linha do Oeste; no âmbito do projeto de 2018 para o troço a sul das Caldas da Rainha, esta interface irá ser alvo de remodelação a nível das plataformas e respetivo equipamento, prevendo-se também a substituição do sistema ATV — sinalização para atravessamento de via seguro (passando dos PK 78+102 e 78+166 para o PK 78+064). Será suprimida uma passagem de nível no interior da localidade (PK 77+824, na Rua da Primavera), compensada por uma nova passagem inferior, restringida a tráfego ligeiro, contígua à estação (ao PK 77+988); uma outra passagem de nível, mais distante (ao PK 79+680), será mantida mas automatizada, mantendo-se também as passagens rodoviárias inferior (ao PK 76+748) e superior (ao PK 78+447) próximas. Na imediações da estação, para sul, será construída uma variante ao traçado atual, substituindo três curvas existentes (em "ᨓ") por uma única (em "ᨈ"), num troço de 1788 m, no que constitui a única alteração ao traçado da via nesta empreitada. Imediatamente a seguir à estação, para norte, uma outra curva (PK 78+385 a PK 78+830) será alvo de ripagem. Em dados oficiais publicados em finais de 2023, as vias de circulação desta estação surgem já como totalmente eletrificadas.